# Andy Farkas
Andrew Geza Farkas (Clay Center, 2 maggio 1916 – Traverse City, 10 aprile 2001) è stato un giocatore di football americano statunitense che ha militato nel ruolo di fullback nella National Football League.

## Carriera
Farkas fu scelto nel corso del primo giro (9º assoluto) del Draft NFL 1938 dai Washington Redskins, dove giocò fino al 1944, dopo di che chiuse la carriera con i Detroit Lions nel 1945. Guidò i Redskins in yard corse e punti segnati nel 1938-39 e nel 1942–43, vincendo il campionato NFL nel 1942. Guidò la lega in yard totali e in punti segnati nel 1939.
Uno dei momenti migliori dei suoi sette anni di carriera fu un passaggio da touchdown da 99 yard ricevuto da Frank Filchock il 15 ottobre 1939. Fu inserito nella Michigan Sports Hall of Fame, nella Ohio Sports Hall of Fame e fondò la Gus Dorais Foundation alla University of Detroit nel 1955. Nel 2002 Farkas fu votato uno dei migliori 70 giocatori dei primi settant'anni di storia dei Redskins.
Farkas fu immortalato con il nero per gli occhi nel 1942 ed è accreditato ad essere stato il primo giocatore della storia della NFL ad utilizzare questa pratica.

## Palmarès

### Franchigia
- Campionati NFL : 1

Washington Redskins: 1942

### Individuale
- Convocazioni al Pro Bowl: 2

1939, 1942
- Leader della NFL in touchdown su corsa: 1

1938
- 70 Greatest Redskins